# 명령 (법)
명령은 국회의 의결을 거쳐 제정되는 법률에 반대되는 개념으로, 국가의 법령으로서 국회의 의결을 거치지 않고 행정기관에 의하여 제정되는 것이다(대한민국 헌법 제75조·제95조). 명령은 법률보다 하위의 법이므로, 법률에 위배되는 명령이나 상위명령에 위배되는 명령은 인정되지 아니한다. 현행법상 명령은 위임명령과 집행명령으로 구분되고, 형태로는 대통령령, 총리령, 부령 등이 있다. 실정법에서는 '시행령', '시행규칙' 등이 법규명령에 해당된다.

## 개념
법규명령이라 함은 행정기관이 헌법에 근거하여, 국민의 자유와 권리에 관한 사항(법규사항)을 정하는 것으로, 대외적·일반적 구속력이 있는 법규로서의 성질을 가지는 명령을 말한다. 행정부에 의한 법규명령의 제정은 형식적 의미에서는 행정이지만 실질적인 의미에서는 입법작용이다. 법규명령은 국민의 권리·의무와 관계가 있으며, 계속적 효력을 가지는 추상적 법규이기 때문에, 일정한 형식을 구비하고 공포하여야 한다. 법규명령은 다시 위임명령과 집행명령으로 나뉜다. 집행명령으로는 기술적 사항만을 정할 뿐 새로이 국민의 권리.의무에 관한 사항을 정하지 못한다. 집행명령도 법률보충적 구실을 하는 법규적 성질을 가진다. 집행명령은 근거법령인 상위법령이 폐지되면 특별한 규정이 없는 이상 실효되는 것이나, 상위법령이 개정됨에 그친 경우에는 그 집행명령은 상위법령의 개정에도 불구하고 당연히 실효되지 않는다. 집행명령에서는 새로운 법규사항을 정할 수 있다.

### 위임근거의 위헌선고
법규명령의 위임근거가 되는 법률에 대하여 위헌결정이 선고되면 그 위임에 근거하여 제정된 법규명령도 원칙적으로 효력을 상실한다.

### 하자의 경우
법규명령에 하자가 있을 경우 법규명령은 무효일 뿐이고 법규명령에는 공정력이 없으므로 취소할 수 있는 법규명령은 없다.

### 행정규칙과 구분
법규명령과 구분되는 개념으로 행정규칙이 있다. 행정규칙은 법규성이 없다는 점에서 법규명령과 구분된다. 그러나 행정규칙의 법규성에 대한 논란은 있다.

## 한계

### 위임명령의 한계
수권의 한계
- 법률의 명령에 대한 수권은 일반적이고 포괄적인 수권이 아닌 구체적인 위임이어야 한다(헌법 제75조).
- 헌법에서 구체적이고 명시적으로 법률로 정하도록 한 사항과 본질적인 사항(국회전속사항)은 법률로 정하여야 하며, 명령에 위임하여서는 안 된다. 특히 본질적인 사항은 법률로 정하여야 한다.

제정상 한계
- 위임명령은 수권의 범위 내에서 제정되어야 한다.
- 위임명령은 상위 법령(헌법, 법률 등)에 위반하여서는 안 된다.
- 재위임이 가능하지만, 구체적으로 재위임하여야 한다.

### 집행명령의 한계
집행명령은 상위법령 집행에 필요한 절차나 형식을 정하는 데 그쳐야 하며 새로운 법규사항을 정할 수 없다. 따라서 법령의 수권 없이도 제정될 수 있다.

## 행정규칙의 내용을 가진 법규명령
법규명령 가운데는 행정규칙의 내용을 가진 법규명령들이 있다. 이때 이런 법규명령을 그 형식에 따라 법규명령으로 볼 것인가 아니면 그 내용에 따라 행정규칙으로 볼 것인가에 대한 논쟁들이 있다.
대한민국의 사법부는 이런 행정규칙의 내용을 가진 법규명령들을 대통령령과 부령으로 나눠서 대통령령은 형식에 따라 법규명령으로 판단하고 부령은 내용에 따라 행정규칙으로 보고 있다.

## 사례

### 식품위생법
제44조(영업자 등의 준수사항) ① 식품접객영업자 등 대통령령으로 정하는 영업자와 그 종업원은 영업의 위생관리와 질서유지, 국민의 보건위생 증진을 위하여 총리령으로 정하는 사항을 지켜야 한다.

식품위생법 시행령 제29조(준수사항 적용 대상 영업자의 범위)
① 법 제44조제1항에서 "식품접객영업자 등 대통령령으로 정하는 영업자"란 다음 각 호의 영업자를 말한다.
1. 제21조제1호의 식품제조·가공업자
2. 제21조제2호의 즉석판매제조·가공업자
3. 제21조제3호의 식품첨가물제조업자
4. 제21조제4호의 식품운반업자
5. 제21조제5호의 식품소분·판매업자
6. 제21조제6호가목의 식품조사처리업자
7. 제21조제8호의 식품접객업자

## 판례
- 구법의 위임에 의한 유효한 법규명령이라도 법개정으로 위임의 근거가 없어지게 되면 그때부터 무효인 법규명령이 된다.[3]
- 헌법 규정에 의하여 헌법재판소는 명령이나 규칙의 심사권을 행사할 권한이 없다는 것이 대법원의 입장이나 헌법재판소는 추상적 규범통제제도를 갖추고 있지 않은 한국의 현실상 행정입법 자체로서 국민의 권익이 침해되는 경우에는 국민의 권익구제에 흠결기 발생하므로 헌법재판소가 개입하여 권익구제를 도모하여야 한다고 한다.
- 헌법 제75조는 대통령에 대한 입법권한의 위임에 관한 규정이지만, 헌법 95조의 취지에 비추어 볼 때 입법자는 법률에서 구체적으로 범위를 정하기만 한다면 부령에 입법사항을 위임할 수도 있다.[4]
- 수입선다변화품목의 지정 및 그 수입절차 등에 관한 1991. 5. 13.자 상공부 고시 제91-21호는 그 근거가 되는 대외무역법시행령 제35조의 규정을 보충하는 기능을 가지면서 그와 결합하여 대외적인 구속력이 있는 법규명령으로서의 효력을 가지는 것으로서 그 시행절차에 관하여 대외무역관리규정은 아무런 규정을 두고 있지 않으나, 그 자체가 법령은 아니고 행정규칙에 지나지 않으므로 적당한 방법으로 이를 일반인 또는 관계인에게 표시 또는 통보함으로써 그 효력이 발생한다[5]

## 참고 문헌
- 김철용, 행정법, 고시계사, 2012. ISBN 9788958223832
- 김철용, 행정법입문, 고시계사, 2010. ISBN 9788958223061
- 행정입법에 대한 사법적 통제, 노경호, 1992년
- 행정입법의 통제에 대한 비교법적 고찰, 홍평표, 1990년

## 같이 보기
- 행정명령
- 비상명령
- 법률대위명령
- 법률종속명령
- 연방집행명령